# Jef Planckaert
Joseph "Jef" Planckaert (Poperinge, 4 de maio de 1934 – Otegem, 22 de maio de 2007) foi um ciclista belga. É visto como um dos melhores ciclistas da Bélgica das décadas de 50 e 60 do século XX.
A sua melhor época foi a de 1962, quando se tornou o campeão belga em citadel of Namen, venceu o Paris-Nice e o Tour de Luxemburg, venceu o Luik-Bastenaken-Luik e ficou em segundo lugar no Tour de France. Venceu ainda o Omloop Het Volk em 1958 e o Four Days of Dunkirk em 1957, 1960 e 1963.
No Tour de France acabou no top 20 por 6 vezes. Em 1961 venceu a 6ª etapa. Em 1962, Planckaert foi o camisola amarela por 7 dias consecutivos. Planckaert terminou a sua carreira em 1965.
Faleceu em 22 de maio de 2007, aos 73 anos de idade.

## Tour de France
- 1957 - 16º
- 1958 - 6º
- 1959 - 17º
- 1960 - 5º
- 1961 - 15º; vencedor da 6ª etapa
- 1962 - 2º
- 1965 - 56º

## Equipas
- 1954 - Alcyon-Dunlop
- 1955 - Elvé-Peugeot
- 1956 - Elvé-Peugeot
- 1957 - Peugeot-BP
- 1958 - Carpano
- 1959 - Carpano
- 1960 - Flandria-Wiel's
- 1961 - Wiel's-Flandria
- 1962 - Flandria-Faema
- 1963 - Faema-Flandria
- 1964 - Flandria-Romeo
- 1965 - Solo-Superia